# Nomada icazti
Nomada icazti är en biart som beskrevs av Kazuhiko Tsuneki 1976. Nomada icazti ingår i släktet gökbin, och familjen långtungebin. Inga underarter finns listade i Catalogue of Life.